# Perizoma apiceflava
Perizoma apiceflava är en fjärilsart som beskrevs av Louis Beethoven Prout 1910. Perizoma apiceflava ingår i släktet Perizoma och familjen mätare. Inga underarter finns listade i Catalogue of Life.